# Thagria digitata
Thagria digitata är en insektsart som beskrevs av Li 1989. Thagria digitata ingår i släktet Thagria och familjen dvärgstritar. Inga underarter finns listade i Catalogue of Life.